# Georg Hanreich (Politiker, 1939)
Georg Hanreich (* 22. Oktober 1939 in Wien; † 19. Mai 2023 in Pram) war ein österreichischer Politiker (FPÖ). Er war von 1971 bis 1979 Abgeordneter zum Nationalrat.

## Leben
Hanreich besuchte nach der Pflichtschule von 1949 bis 1957 das Bundesrealgymnasium in Schärding und studierte danach von 1957 bis 1961 Architektur an der Technischen Hochschule Wien, wobei er sein Studium 1961 mit dem akademischen Grad Dipl.-Ing. abschloss. Zudem studierte Hanreich von 1961 bis 1962 Betriebswirtschaftslehre und legte 1966 die Gesellenprüfung als Tischler ab.
Hanreich absolvierte von 1963 bis 1964 eine Auslandspraxis als Tischler, technischer Zeichner und Direktionsassistent und arbeitete von 1965 bis 1978 in einer Innenausbaufirma, wobei er als Techniker, Prokurist sowie geschäftsführender Gesellschafter eingesetzt war. 1983 trat er in den Dienst der Museumsabteilung des Bundesministerium für Wissenschaft und Forschung und übernahm von 1990 bis 1992 die Geschäftsführung der Interministeriellen Kommission Museumspädagogik. 1990 übernahm er zudem das Museumsreferat des Bundesdenkmalamtes, von 1992 bis 1995 war er „Secretary of ICOM-ICR“. Hanreich stieg 1992 zum Leiter der Abteilung für Museen und Bibliotheken des Bundesdenkmalamtes auf und übernahm 1995 die Agenden des Kulturgüterschutzes nach der Haager Konvention im Bundesdenkmalamt. Er wurde 1986 zum Ministerialrat und 1991 zum Hofrat ernannt.
Hanreich war Mitglied des Fachverbandsausschusses der holzverarbeitenden Industrie und Bundeswirtschaftsreferent der FPÖ. Er war innerparteilich als Landesparteiobmannstellvertreter der FPÖ Niederösterreich aktiv und engagierte sich zudem als Mitglied des FPÖ-Bundesparteivorstandes. Zudem wurde er 1975 Obmann des Ringes freiheitlicher Wirtschaftstreibender Niederösterreichs und in der Folge von 1975 bis 1977 Bundesobmann des Ringes freiheitlicher Wirtschaftstreibender. Des Weiteren war er Vorstandsmitglied der Vereinigung Österreichischer Industrieller und ab 1972 Vizepräsident des Österreichischen Gewerbevereines. Er vertrat die FPÖ zwischen dem 4. November 1971 und dem 4. Juni 1979 im Nationalrat.
Hanreich erwarb sich große Verdienste um den Erhalt, die Renovierung und Revitalisierung von Schloss Feldegg, das er 1964 käuflich erworben hatte. Er war Mitglied der Innviertler Künstlergilde.

## Auszeichnungen
- 1979: Großes Silbernes Ehrenzeichen für Verdienste um die Republik Österreich[2]